# Joshua Pacio
Joshua Felix Pacio (La Trinidad, 10 de enero de 1996) es un artista marcial mixto filipino que compite en la división de peso paja de ONE Championship . Es el actual campeón mundial de peso paja de ONE . Desde abril de 2016 hasta julio de 2016, ocupó el puesto número 8 en peso paja del mundo según Fight Matrix . A partir del 1 de diciembre de 2022, Pacio es el peso mosca número 23 del mundo, según la clasificación de Fight Matrix.

## Primeros años
Joshua Pacio creció en La Trinidad, Benguet y tuvo que aprender a ser independiente a una edad tan temprana después de que su padre trabajara en el extranjero para mantener a su familia. Pacio estuvo expuesto a las artes marciales a la temprana edad de 11 años, donde comenzó a practicar kickboxing, antes de hacer la transición al Wushu a los 13 años. Pacio estudió Hostelería y Restauración en la Universidad de las Cordilleras en Baguio

## Carrera de artes marciales mixtas

### Inicios en las artes marciales mixtas
Pacio hizo su debut en el Team Lakay Championship 8, donde salió vencedro por nocaut técnico en el primer asalto sobre Denver Songaben. Este sería el comienzo de una racha ganadora de seis partidos que finalmente lo llevó a ser contratado por ONE Championship .
Hizo su debut el 15 de abril de 2016 en ONE Championship derrotando a su compatriota Rabin Catalan por nocaut técnico en el segundo round del evento ONE Championship: Global Rivals celebrado en el Mall of Asia Arena en Filipinas.
Después de vencer a Kritsada Kongsrichai, Pacio obtuvo su primera oportunidad por el Campeonato Mundial de Peso Paja ONE contra Yoshitaka Naito en ONE Championship: State of Warriors el 17 de octubre de 2016 en Yangon .
Pacio estuvo cerca de ser campeón mundial a los 20 años, cuando castigó a Naito con sus golpes patentados de Wushu en los pies, pero un percance en el tercer asalto le costó todo el partido cuando el japonés lo sometió mediante un estrangulamiento trasero desnudo.

### Primer reinado del título mundial
Después de su derrota ante Naito, Pacio causaría estragos en la división - ganando cinco de sus siguientes seis combates para reservar otra cita con Naito esta vez en ONE: Conquest of Heroes el 23 de septiembre de 2018 en Yakarta, Indonesia.
Pacio volvió a enfrentarse a Yoshitaka Naito en ONE Championship: Conquest of Heroes el 22 de septiembre de 2018. Pacio parecía más confiado en la revancha, ya que bloqueó los derribos de Naito durante gran parte de los dos primeros asaltos, mientras lo castigaba en el departamento de golpeo con patadas rápidas y combinaciones desde diferentes ángulos. El japonés terminó fuerte, ya que anotó derribos en su oponente más joven, pero Pacio trabajó a su riva durante todo el combate ganando todos los votos de los jueces para obtener una victoria por decisión unánime.

### Perdiendo el cinturón, Segundo reinado
El reinado de Pacio, sin embargo, no duraría mucho, ya que perdió su cinturón cuatro meses después ante Yosuke Saruta en ONE Championship: Eternal Glory el 19 de enero de 2019, en una controvertida decisión dividida.
El japonés llevó la acción al límite, mientras que Palacio optó por elegir sus posiciones y contraatacar en uno de sus combates más tácticos hasta la fecha. Al final, dos de los jueces se decantaron por la agresividad de Saruta, que se proclamó nuevo campeón del mundo del peso paja de ONE Championship.
Con un final reñido, Pacio recibió una revancha directa en ONE Championship: Roots of Honor en Manila el 12 de abril de 2019Pacio no decepcionó al conseguir una sensacional victoria por nocaut en el cuarto asalto con un rodillazo bien sincronizado para recuperar su título perdido.
Esa misma noche, el presidente y director general de ONE, Chatri Sityodtong, anunció que no habría necesidad de una trilogía inmediata tras la victoria definitiva de Palacio.
Pacio defendió su cinturón por primera vez en su segundo reinado cuando se enfrentó a su compatriota René Catalan en ONE Championship: Masters of Fate en Manila el 8 de noviembre de 2019. Derrotó a Catalan mediante estrangulamiento con brazo en forma de triángulo en el segundo asalto.
Pacio volvió a defender su título contra Alex Silva en ONE Championship: Fire and Fury el 31 de enero de 2020. Ganó el combate muy reñido por decisión dividida.
Pacio defendió su Campeonato Mundial de Peso Paja de ONE en un combate de trilogía contra Yosuke Saruta en ONE Championship: Revolution el 24 de septiembre de 2021.Ganó el combate por nocaut técnico en el primer asalto.
Se esperaba que Pacio hiciera su cuarta defensa del título contra el aspirante número 1 del peso paja Jarred Brooks en ONE 158 el 3 de junio de 2022. El combate fue finalmente aplazado, ya que Brooks se retiró de la pelea debido a una lesión. La pelea fue reprogramada en ONE 164 el 3 de diciembre de 2022. Pacio perdió el combate y el cinturón por decisión unánime, con lo que ni él ni Filipinas volvieron a tener campeones del mundo filipinos en ninguna categoría de peso.

### Post-campeonato y Tercer reinado
Pacio se enfrentó a Mansur Malachiev el 7 de octubre de 2023 en ONE Fight Night 15 . Ganó la pelea por decisión unánime.
Pacio se enfrentó a Jarred Brooks por el Campeonato Mundial de Peso Paja ONE en una revancha el 1 de marzo de 2024 en ONE 166 . Ganó el título por descalificación debido a un slam ilegal en la primera ronda.

## Títulos y logros
- ONE Championship
  -  Campeón Mundial de Peso Paja de ONE (tres veces; actual)
    - Tres defensas exitosas del título (segundo reinado)

## Récord de artes marciales mixtas
| Récord profesional | Récord profesional | Récord profesional |
| 25 peleas          | 21 victorias       | 4 derrotas         |
| ------------------ | ------------------ | ------------------ |
| Nocaut             | 7                  | 0                  |
| Sumisión           | 8                  | 2                  |
| Decisión           | 5                  | 2                  |
| Descalificación    | 1                  | 0                  |

| Resultado | Récord | Oponente                       | Método                        | Evento                          | Fecha                    | Ronda | Tiempo | Localización           | Notas                                                   |
| --------- | ------ | ------------------------------ | ----------------------------- | ------------------------------- | ------------------------ | ----- | ------ | ---------------------- | ------------------------------------------------------- |
| Victoria  | 21-4   | Jarred Brooks                  | Descalificación (slam ilegal) | ONE 166                         | 1 de marzo de 2024       | 1     | 0:56   | Lusail, Catar          | Ganó el Campeonato de Peso Paja de ONE Championship     |
| Victoria  | 20-4   | Mansur Malachiev               | Decisión (unánime)            | ONE Fight Night 15              | 7 de octubre de 2023     | 3     | 5:00   | Bangkok, Tailandia     |                                                         |
| Derrota   | 19-4   | Jarred Brooks                  | Decisión (unánime)            | ONE 164                         | 3 de diciembre de 2022   | 5     | 5:00   | Pásay, Filipinas       | Perdió el Campeonato de Peso Paja de ONE Championship   |
| Victoria  | 19-3   | Yosuke Saruta                  | TKO (puñetazos)               | ONE: Revolution                 | 24 de septiembre de 2021 | 1     | 3:38   | Kallang, Singapur      | Defiende el Campeonato de Peso Paja de ONE Championship |
| Victoria  | 18-3   | Alex Silva                     | Decisión (dividida)           | ONE: Fire and Fury              | 31 de enero de 2020      | 5     | 5:00   | Pásay, Filipinas       | Defiende el Campeonato de Peso Paja de ONE Championship |
| Victoria  | 17-3   | Rene Catalan                   | Sumisión (triángulo de brazo) | ONE: Masters of Fate            | 8 de noviembre de 2019   | 2     | 2:29   | Pásay, Filipinas       | Defiende el Campeonato de Peso Paja de ONE Championship |
| Victoria  | 16-3   | Yosuke Saruta                  | KO (patada a la cabeza)       | ONE: Roots of Honor             | 12 de abril de 2019      | 4     | 2:42   | Pásay, Filipinas       | Ganó el Campeonato de Peso Paja de ONE Championship     |
| Derrota   | 15-3   | Yosuke Saruta                  | Decisión (dividida)           | ONE: Eternal Glory              | 19 de enero de 2019      | 5     | 5:00   | Jakarta, Indonesia     | Perdió el Campeonato de Peso Paja de ONE Championship   |
| Victoria  | 15-2   | Yoshitaka Naito                | Decisión (unánime)            | ONE: Conquest of Heroes         | 22 de septiembre de 2018 | 5     | 5:00   | Jakarta, Indonesia     | Ganó el Campeonato de Peso Paja de ONE Championship     |
| Victoria  | 14-2   | Pongsiri Mitsatit              | Sumisión (hammerlock)         | ONE: Reign of Kings             | 27 de julio de 2018      | 1     | 3:37   | Pásay, Filipinas       |                                                         |
| Victoria  | 13-2   | Ming Qiang Liang               | Sumisión (rear-naked choke)   | ONE: Global Superheroes         | 26 de enero de 2018      | 1     | 4:01   | Pásay, Filipinas       |                                                         |
| Victoria  | 12-2   | Roy Doliguez                   | KO (Puñetazo giratorio)       | ONE: Legends of the World       | 10 de noviembre de 2017  | 2     | 0:38   | Pásay, Filipinas       |                                                         |
| Derrota   | 11-2   | Hayato Suzuki                  | Sumisión (rear-naked choke)   | ONE: Kings and Conquerors       | 5 de agosto de 2017      | 1     | 3:17   | Macao, China           | Regreso al Peso Mosca                                   |
| Victoria  | 11-1   | Dejdamrong Sor Amnuaysirichoke | Decisión (dividida)           | ONE: Warrior Kingdom            | 11 de marzo de 2017      | 3     | 5:00   | Bangkok, Tailandia     |                                                         |
| Derrota   | 10-1   | Yoshitaka Naito                | Sumisión (rear-naked choke)   | ONE: State of Warriors          | 7 de octubre de 2016     | 3     | 1:33   | Yangon, Myanmar        | Por el Campeonato de Peso Paja de ONE Championship      |
| Victoria  | 10-0   | Kritsada Kongsrichai           | Sumisión (rear-naked choke)   | ONE: Heroes of the World        | 13 de agosto de 2016     | 1     | 4:37   | Macao, China           | Pelea en Peso Mosca                                     |
| Victoria  | 9-0    | Rabin Catalan                  | TKO (puñetazos)               | ONE: Global Rivals              | 15 de abril de 2016      | 2     | 3:19   | Pásay, Filipinas       | Pelea en peso pactado                                   |
| Victoria  | 8-0    | Roy Menzi Jr.                  | Sumisión (guillotina)         | Team Lakay Championship 10      | 26 de marzo de 2016      | 3     | 2:05   | Baguió, Filipinas      |                                                         |
| Victoria  | 7-0    | Janito Bayot                   | Sumisión (guillotina)         | Team Lakay Championship 10      | 26 de marzo de 2016      | 1     | 2:02   | Baguió, Filipinas      | Debut en Peso Paja                                      |
| Victoria  | 6-0    | Joco Mabute                    | Sumisión (kimura)             | PXC Laban: Baguio 4             | 27 de febrero de 2016    | 1     | 0:00   | Baguió, Filipinas      |                                                         |
| Victoria  | 5-0    | Ric Myler Empil                | TKO (detención médica)        | PXC Laban: Baguio 3             | 18 de diciembre de 2015  | 1     | 3:23   | Baguió, Filipinas      |                                                         |
| Victoria  | 4-0    | Mark Joseph Abrillo            | Sumisión (rear-naked choke)   | Spartacus MMA                   | 24 de octubre de 2015    | 2     | 1:39   | Manila, Filipinas      |                                                         |
| Victoria  | 3-0    | Jordan Lobida                  | KO (puñetazo)                 | Fullcon Fighting Championship 2 | 1 de agosto de 2015      | 1     | 3:41   | Baguió, Filipinas      |                                                         |
| Victoria  | 2-0    | Ignacio Galindez               | TKO (sumisión por puñetazos)  | Team Lakay Championship 9       | 21 de marzo de 2015      | 1     | 0:00   | La Trinidad, Filipinas |                                                         |
| Victoria  | 1-0    | Denver Songaben                | TKO                           | Team Lakay Championship 8       | 14 de diciembre de 2013  | 1     | 0:00   | Baguió, Filipinas      | Debut en Peso Mosca                                     |